# Gijsbert van der Gaet
Gijsbert van der Gaet, in het Latijn Gysbertus de Foramine, geboren te Venray, tussen 1410 en 1420, overleden te Xanten in 1493 was notarius en cubicularius secretus (geheim kamerheer) van paus Pius II, collector fructuum (ontvanger van de pauselijke belastingen) in de Keulse kerkprovincie en heeft verscheidene belangrijke opdrachten uitgevoerd. Hij was behalve kanunnik te Keulen, te Lübeck en van de Sint Salvator te Utrecht, omstreeks 1462 pastoor van Venray en bouwheer van de gotische Sint Petrus' Bandenkerk te Venray.